# 컨테이너 리눅스
컨테이너 리눅스(Container Linux, 이전 명칭: 코어OS 리눅스/CoreOS Linux)는 응용 소프트웨어 배치, 보안, 신뢰성, 확장성의 용이함과 자동화에 초점을 맞춰 클러스터화된 전개용의 기반 시설을 제공하기 위한 리눅스 커널에 기반한 오픈 소스 경량 운영 체제이다.

## 클러스터 인프라스트럭처

코어OS 클러스터 인프라스트럭처의 대략적인 묘사

## 같이 보기
- 응용 프로그램 가상화
- LXC
- 서비스형 소프트웨어
- 가상화